# Eibachhof
Die Hofschaft Eibachhof ist ein Ortsteil der Gemeinde Lindlar, Oberbergischen Kreis im Regierungsbezirk Köln in Nordrhein-Westfalen (Deutschland). 

## Lage und Beschreibung
Der Wohnplatz Eibachhof liegt südlich von Lindlar nahe der Ortschaft Voßbruch.
Die Hofschaft ist über eine Verbindungsstraße erreichbar, die bei Unterheiligenhoven von der Landesstraße 299 abzweigt, einen Bogen nach Voßbruch schlägt und auch Wiedfeld, Dutztal, Holz, Tannenhof und den Segelflugplatz Lindlar anbindet.

## Geschichte
Der Hof entstand 1928 bei Rodungsarbeiten (siehe: Heiligenhoven). Sein Name lehnt sich an eine alte Flurbezeichnung an.